# Alexandre Girard-Bille
Jules Alexandre Girard-Bille (ur. w 1899, zm. w maju 1961 w Bienne) – szwajcarski narciarz klasyczny, uczestnik Zimowych Igrzysk Olimpijskich 1924.
Zajął ósme miejsce w konkursie skoków, dwudzieste szóste w biegu na 18 km i czternaste w zawodach kombinacji norweskiej.